# Kantar
Kantar (lat. Spondyliosoma cantharus) ima dosta drugih naziva kao što su kantara, kantor, konter, manjamorta, grobar, sivac, picigamorte, kantra. To je riba iz porodice ljuskavki (lat. Sparidae), jedna od dvije vrste u rodu Spondyliosoma, druga je Spondyliosoma emarginatum koja živi u Indijskom oceanu. Kantar naraste do 60 cm duljine i do 2,5 kg težine. Ima ovalno, bočno spljošteno tijelo, glava mu je donekle tupasta, u ustima ima sitne zube nalik na pilu, spojene u jednu cjelinu. Tijelo mu je prekriveno pravilnim ljuskama, s dobro vidljivom bočnom linijom. Peraje su mu osrednje razvijene, a rep slabije pokretan. Mladi kantari su smeđesivi s okomitim prugama (imaju i srebrnastozlatne vodoravne prugice), a odrasli su tamno do maslinastosivi. Na proljeće popirimaju kričavo plavu boju. Mlađi primjerci se mogu naći kako plivaju daleko od bilo kakvog zaklona, dok su veći primjerci puno oprezniji i borave blizu rupa ili posidonije u koju se mogu sakriti. Premda relativno spor i nezgrapan plivač, kantar je grabežljivac koji se hrani ribama, glavonošcima, rakovima i crvima. Može ga se naći na dubinama između 5 i 300 m, no najčešća su im staništa od 15 - 40 metara. Veoma je ukusna riba, spada u oboritu bijelu ribu, iako nije cijenjen kao neki drugi pripadnici te skupine (npr. zubatac, komarča). Kantar je protogini hermafrodit, tj. sve mlađe jedinke su ženke, a sa starenjem dio njih se pretvara u mužjake.

## Napomena
Zabranjeno je loviti kantare manje od 18 cm duljine (zakonom je zaštićen).

## Rasprostranjenost
Kantara se može naći Na istočnom dijelu Atlantika, sve od Skandinavije do Namibije, uključujući Mediteran i Crno more. Također obitava i oko otoka u Atlantiku, tako da ga se lovi i oko Madeire, Kanara i Zelenortskih otoka.

## Poveznice
|  | Zajednički poslužitelj ima još gradiva o temi Kantar |
|  | Wikivrste imaju podatke o taksonu Kantar             |